# 幸运一击
（或译《幸运一击》）是于2023年上映的法国剧情片，为美国导演伍迪·艾伦的第50部电影长片，由璐·德·拉格、瓦莱丽·勒梅西埃、梅尔维尔·珀波和尼尔斯·施内德主演。电影于2023年9月4日在第80屆威尼斯影展上首映，2023年9月27日由大都会电影出口公司在法国上映。

## 梗概
范妮与让拥有完美情侣所具备的一切：工作非常充实、住在巴黎风景宜人地区的一套漂亮公寓里、自打认识的第一天起就坠入爱河。可没过多久，范妮无意间碰到高中同学阿兰，两人关系随即迅速贴近，范妮的美好生活就此颠覆。

## 演员
- 尼尔斯·施内德（英语：Niels Schneider） 饰 阿兰（Alain）
- 璐·德·拉格（英语：Lou de Laâge） 饰 范妮（Fanny）
- 瓦莱丽·勒梅西埃（英语：Valérie Lemercier）
- 梅尔维尔·珀波（英语：Melvil Poupaud） 饰 让（Jean）
- 艾尔莎·泽贝斯坦（英语：Elsa Zylberstein）
- 格莱高利·嘉德波瓦（英语：Grégory Gadebois）
- 吉约姆·德·东克戴克（英语：Guillaume de Tonquédec）
- 萨拉·马丁斯（英语：Sara Martins）
- 芭芭拉·戈纳加（英语：Bárbara Goenaga）
- 安妮·卢瓦雷（法语：Anne Loiret）

## 制作
2022年7月，伍迪·艾伦表示会执导一部法语惊悚片。同年9月，瓦莱丽·勒梅西埃、尼尔斯·施内德、璐·德·拉格和梅尔维尔·珀波加盟剧组。主体拍摄于2022年10月在法国巴黎启动。2023年2月，影片正式定名为《幸运一击》（Coup de Chance）。
在接受媒体访问的时候，伍迪·艾伦称自己考虑在《幸运一击》后宣布退休。

## 发行
2023年4月，大都会电影出口公司宣布买下电影在法国地区的发行权。电影入选第80屆威尼斯影展非竞赛片单元，于2023年9月4日首映。首映礼当天，电影获得全场观众起立鼓掌近三分钟。

## 反响

### 专业评价
电影在烂番茄获得78%的新鲜度（9条评论），平均得分7.2/10。